# Mount Wilbur
Mount Wilbur ist ein 2743 m hoher Berg im westantarktischen Marie-Byrd-Land. Im Königin-Maud-Gebirge ragt er rund 3 km östlich des Mount Weaver im Entstehungsgebiet des Scott-Gletschers auf. 
Entdeckt wurde er im Dezember 1934 durch die geologische Mannschaft um Quin Blackburn (1900–1981) bei der zweiten Antarktisexpedition (1933–1935) des US-amerikanischen Polarforschers Richard Evelyn Byrd. Byrd benannte den Berg nach Curtis D. Wilbur (1880–1958), Marineminister im Kabinett von US-Präsident Calvin Coolidge zwischen 1925 und 1929.